# Манојло Холобол
Манојло Холобол, у монаштву Максим (грчки: Μανουὴλ Ὁλόβολος, рођен око 1245. умро 1310/14.) је био византијски писац, монах и говорник, познат као велики противник Лионске уније у време владавине цара Михаила VIII Палеолога.

## Биографија
Манојло припада периоду византијске уметности познатом као "Ренесанса Палеолога", а коју карактерише духовна и културна обнова Византијског царства након ослобођења од латинске власти 1261. године. Рођен је крајем прве половине 14. века, око 1245. године. У изворима га први пут срећемо као приватног секретара Михаила VIII Палеолога, ослободиоца Цариграда. Холобол се није либио да осуђује византијског цара што је убрзо након свог крунисања ослепео и утамничио свог дотадашњег формалног савладара, легитимног владара Јована IV Ласкариса. Због тога је кажњен сакаћењем лица (носа и усни). Повлачи се у манастир Светог Јована Продрома у Петри. Узео је монашко име Максим. На интервенцију патријарха Германа III, Манојло напушта манастир. Постао је предавач на патријаршијској школи Светог Павла, где је наследио чувеног Георгија Акрополита. Постављен је том приликом за ретора цркве, односно "ретора ретора". Холобол поново иступа против Михаила 1273. године, због чега опет пада у немилост. Разлог је било настојање Михаила да спречи деловање антивизантијске коалиције Карла Анжујском склапањем црквене уније са Римом, у историји позната и као Лионска унија. Холобол је био жесток противник уније. Због тога је проведен кроз цариградске улице са конопцем око врата. Ситуација у Византији мења се доласком Андроника II на власт 1282. године. Холобол се враћа у Цариград и наставља делатност. Последњи пут се као протосинкел јавља у историјским изворима 1299. године. Ученик Георгије Галесиот помиње га као живот 1310. или 1314. године.

## Дело
Холобол се огледао у бројним књижевним родовима. Писао је схолије уз текстове античких песника, коментарисао радове Аристотела, преводио Боетија са латинског, правио загонетке, писао надгробне епиграме, религијске песме и др. Превод његове хомилије на Благовести био је веома раширен у словенским хомилијарима. Саставио је три говора Михаилу VIII у првој деценији његове владавине. Приписује му се још један анонимни говор посвећен Михаилу VIII настао између 1272. и 1276. године. Михаилу и његовом сину Андронику посвећено је и 12 песама поводом церемоније "прокипсе" - појављивања. Оставио је одређене податке о византијско-српским односима у време владавина Михаила VIII и Андроника II, односно српских краљева Уроша и Милутина. На српски језик ови делови су преведени у "Византијским изворима за историју народа Југославије" Византолошког института САНУ.